# Mount Marr
Mount Marr är ett berg i Antarktis. Det ligger i Östantarktis. Australien gör anspråk på området. Toppen på Mount Marr är 873 meter över havet.
Terrängen runt Mount Marr är lite kuperad. Trakten är obefolkad. Det finns inga samhällen i närheten.